# Tour Down Under 2018
Il Tour Down Under 2018, ventesima edizione della corsa e valido come prima prova dell'UCI World Tour 2018, si svolse in sei tappe dal 16 al 21 gennaio 2018 su un percorso di 783,8 km, con partenza da Port Adelaide e arrivo ad Adelaide, in Australia. La vittoria fu appannaggio del sudafricano Daryl Impey, che completò il percorso in 20h03'34", alla media di 39,074 km/h, precedendo l'australiano Richie Porte e l'olandese Tom-Jelte Slagter.
Sul traguardo di Adelaide 125 ciclisti, su 131 partiti da Port Adelaide, portarono a termine la competizione.

## Tappe
| Tappa  | Data       | Percorso                     | km    | Vincitore di tappa | Leader cl. generale |
| ------ | ---------- | ---------------------------- | ----- | ------------------ | ------------------- |
| 1ª     | 16 gennaio | Port Adelaide > Lyndoch      | 145   | André Greipel      | André Greipel       |
| 2ª     | 17 gennaio | Unley > Stirling             | 148,6 | Caleb Ewan         | Caleb Ewan          |
| 3ª     | 18 gennaio | Glenelg > Victor Harbor      | 120,5 | Elia Viviani       | Caleb Ewan          |
| 4ª     | 19 gennaio | Norwood > Uraidla            | 128,2 | Peter Sagan        | Peter Sagan         |
| 5ª     | 20 gennaio | McLaren Vale > Willunga Hill | 151,5 | Richie Porte       | Daryl Impey         |
| 6ª     | 21 gennaio | Adelaide > Adelaide          | 90    | André Greipel      | Daryl Impey         |
| Totale | Totale     | Totale                       | 783,8 |                    |                     |

## Squadre e corridori partecipanti
| N.    | Cod. | Squadra             |
| ----- | ---- | ------------------- |
| 1-7   | BMC  | BMC Racing Team     |
| 11-17 | BOH  | Bora-Hansgrohe      |
| 21-27 | MTS  | Mitchelton-Scott    |
| 31-37 | LTS  | Lotto Soudal        |
| 41-47 | UAD  | UAE Team Emirates   |
| 51-57 | DDD  | Team Dimension Data |
| 61-67 | TBM  | Bahrain-Merida      |
| 71-77 | EFD  | EF Education First  |
| 81-87 | SUN  | Team Sunweb         |
| 91-97 | ALM  | AG2R La Mondiale    |

| N.      | Cod. | Squadra              |
| ------- | ---- | -------------------- |
| 101-107 | AST  | Astana Pro Team      |
| 111-117 | TKA  | Team Katusha Alpecin |
| 121-127 | FDJ  | FDJ                  |
| 131-137 | MOV  | Movistar Team        |
| 141-147 | QST  | Quick-Step Floors    |
| 151-157 | TLJ  | Team Lotto NL-Jumbo  |
| 161-167 | SKY  | Team Sky             |
| 171-177 | TFS  | Trek-Segafredo       |
| 181-187 | UNI  | UniSA-Australia      |

## Dettagli delle tappe

### 1ª tappa
- 16 gennaio: Port Adelaide > Lyndoch – 145 km

Risultati
| Pos. | Corridore     | Squadra    | Tempo    |
| ---- | ------------- | ---------- | -------- |
| 1    | André Greipel | Lotto      | 3h50'21" |
| 2    | Caleb Ewan    | Mitchelton | s.t.     |
| 3    | Peter Sagan   | Bora       | s.t.     |

| Pos. | Corridore      | Squadra      | Tempo    |
| ---- | -------------- | ------------ | -------- |
| 1    | André Greipel  | Lotto        | 3h50'11" |
| 2    | Caleb Ewan     | Mitchelton   | a 4"     |
| 3    | William Clarke | EF Ed. First | s.t.     |

### 2ª tappa
- 17 gennaio: Unley > Stirling – 148,6 km

Risultati
| Pos. | Corridore    | Squadra    | Tempo    |
| ---- | ------------ | ---------- | -------- |
| 1    | Caleb Ewan   | Mitchelton | 4h03'55" |
| 2    | Daryl Impey  | Mitchelton | s.t.     |
| 3    | Jay McCarthy | Bora       | s.t.     |

| Pos. | Corridore   | Squadra    | Tempo    |
| ---- | ----------- | ---------- | -------- |
| 1    | Caleb Ewan  | Mitchelton | 7h54'00" |
| 2    | Daryl Impey | Mitchelton | a 10"    |
| 3    | Peter Sagan | Bora       | a 12"    |

### 3ª tappa
- 18 gennaio: Glenelg > Victor Harbor – 120,5 km[2]

Risultati
| Pos. | Corridore    | Squadra    | Tempo    |
| ---- | ------------ | ---------- | -------- |
| 1    | Elia Viviani | Quick-Step | 3h04'40" |
| 2    | Phil Bauhaus | Sunweb     | s.t.     |
| 3    | Caleb Ewan   | Mitchelton | s.t.     |

| Pos. | Corridore    | Squadra    | Tempo     |
| ---- | ------------ | ---------- | --------- |
| 1    | Caleb Ewan   | Mitchelton | 10h58'36" |
| 2    | Elia Viviani | Quick-Step | a 10"     |
| 3    | Daryl Impey  | Mitchelton | a 14"     |

### 4ª tappa
- 19 gennaio: Norwood > Uraidla – 128,2 km

Risultati
| Pos. | Corridore         | Squadra    | Tempo    |
| ---- | ----------------- | ---------- | -------- |
| 1    | Peter Sagan       | Bora       | 3h21'07" |
| 2    | Daryl Impey       | Mitchelton | s.t.     |
| 3    | Luis León Sánchez | Astana     | s.t.     |

| Pos. | Corridore    | Squadra    | Tempo     |
| ---- | ------------ | ---------- | --------- |
| 1    | Peter Sagan  | Bora       | 14h19'49" |
| 2    | Daryl Impey  | Mitchelton | a 2"      |
| 3    | Jay McCarthy | Bora       | a 9"      |

### 5ª tappa
- 20 gennaio: McLaren Vale > Willunga Hill – 151,5 km

Risultati
| Pos. | Corridore         | Squadra    | Tempo    |
| ---- | ----------------- | ---------- | -------- |
| 1    | Richie Porte      | BMC        | 3h42'22" |
| 2    | Daryl Impey       | Mitchelton | a 8"     |
| 3    | Tom-Jelte Slagter | Dimension  | a 10"    |

| Pos. | Corridore         | Squadra    | Tempo     |
| ---- | ----------------- | ---------- | --------- |
| 1    | Daryl Impey       | Mitchelton | 18h02'15" |
| 2    | Richie Porte      | BMC        | s.t.      |
| 3    | Tom-Jelte Slagter | Dimension  | a 16"     |

### 6ª tappa
- 21 gennaio: Adelaide > Adelaide – 90 km

Risultati
| Pos. | Corridore     | Squadra    | Tempo    |
| ---- | ------------- | ---------- | -------- |
| 1    | André Greipel | Lotto      | 2h01'19" |
| 2    | Caleb Ewan    | Mitchelton | s.t.     |
| 3    | Peter Sagan   | Bora       | s.t.     |

| Pos. | Corridore         | Squadra    | Tempo     |
| ---- | ----------------- | ---------- | --------- |
| 1    | Daryl Impey       | Mitchelton | 20h03'34" |
| 2    | Richie Porte      | BMC        | s.t.      |
| 3    | Tom-Jelte Slagter | Dimension  | a 16"     |

## Evoluzione delle classifiche
| Tappa              | Vincitore          | Classifica generale Maglia ocra | Classifica scalatori Maglia a pois | Classifica a punti Maglia verde | Classifica giovani Maglia bianca | Classifica a squadre | Premio combattività Numero rosso |
| ------------------ | ------------------ | ------------------------------- | ---------------------------------- | ------------------------------- | -------------------------------- | -------------------- | -------------------------------- |
| 1ª                 | André Greipel      | André Greipel                   | Nickolas Dlamini                   | André Greipel                   | Caleb Ewan                       | Bora-Hansgrohe       | William Clarke                   |
| 2ª                 | Caleb Ewan         | Caleb Ewan                      | Nickolas Dlamini                   | Caleb Ewan                      | Caleb Ewan                       | Bahrain-Merida       | Jaime Castrillo                  |
| 3ª                 | Elia Viviani       | Caleb Ewan                      | Nickolas Dlamini                   | Caleb Ewan                      | Caleb Ewan                       | Bahrain-Merida       | Scott Bowden                     |
| 4ª                 | Peter Sagan        | Peter Sagan                     | Nickolas Dlamini                   | Peter Sagan                     | Egan Bernal                      | Bahrain-Merida       | Zakkari Dempster                 |
| 5ª                 | Richie Porte       | Daryl Impey                     | Nickolas Dlamini                   | Peter Sagan                     | Egan Bernal                      | Bahrain-Merida       | Thomas De Gendt                  |
| 6ª                 | André Greipel      | Daryl Impey                     | Nickolas Dlamini                   | Peter Sagan                     | Egan Bernal                      | Bahrain-Merida       | Logan Owen                       |
| Classifiche finali | Classifiche finali | Daryl Impey                     | Nickolas Dlamini                   | Peter Sagan                     | Egan Bernal                      | Bahrain-Merida       | non assegnato                    |

## Classifiche finali

### Classifica generale - Maglia ocra
| Pos. | Corridore         | Squadra      | Tempo     |
| ---- | ----------------- | ------------ | --------- |
| 1    | Daryl Impey       | Mitchelton   | 20h03'34" |
| 2    | Richie Porte      | BMC          | s.t.      |
| 3    | Tom-Jelte Slagter | Dimension    | a 16"     |
| 4    | Diego Ulissi      | UAE          | a 20"     |
| 5    | Dries Devenyns    | Quick-Step   | s.t.      |
| 6    | Egan Bernal       | Sky          | s.t.      |
| 7    | Gorka Izagirre    | Bahrain-Mer. | s.t.      |
| 8    | Luis León Sánchez | Astana       | a 23"     |
| 9    | Ruben Guerreiro   | Trek         | s.t.      |
| 10   | Robert Gesink     | Lotto NL     | a 24"     |

### Classifica a punti - Maglia verde
| Pos. | Corridore    | Squadra    | Punti |
| ---- | ------------ | ---------- | ----- |
| 1    | Peter Sagan  | Bora       | 64    |
| 2    | Caleb Ewan   | Orica      | 56    |
| 3    | Elia Viviani | Quick-Step | 52    |
| 4    | Daryl Impey  | Mitchelton | 42    |
| 5    | Phil Bauhaus | Sunweb     | 36    |

### Classifica scalatori - Maglia a pois
| Pos. | Corridore        | Squadra   | Punti |
| ---- | ---------------- | --------- | ----- |
| 1    | Nickolas Dlamini | Dimension | 48    |
| 2    | Richie Porte     | BMC       | 36    |
| 3    | Scott Bowden     | UniSA     | 26    |
| 4    | Thomas De Gendt  | Lotto     | 17    |
| 5    | Simon Gerrans    | BMC       | 16    |

### Classifica giovani - Maglia bianca
| Pos. | Corridore       | Squadra | Tempo     |
| ---- | --------------- | ------- | --------- |
| 1    | Egan Bernal     | Sky     | 20h03'54" |
| 2    | Ruben Guerreiro | Trek    | a 3"      |
| 3    | Pierre Latour   | AG2R    | a 4"      |
| 4    | Sam Oomen       | Sunweb  | s.t.      |
| 5    | Chris Hamilton  | Sunweb  | s.t.      |

### Classifica a squadre
| Pos. | Squadra             | Tempo     |
| ---- | ------------------- | --------- |
| 1    | Bahrain-Merida      | 60h11'50" |
| 2    | Team Dimension Data | a 26"     |
| 3    | Quick-Step Floors   | a 1'04"   |
| 4    | Team Sunweb         | a 1'06"   |
| 5    | AG2R La Mondiale    | a 5'36"   |